# Erbario dell'Università di Siena
L'Erbario dell'Università di Siena (Herbarium Universitatis Senensis - SIENA) è parte del Dipartimento di Scienze della vita ed è una delle collezioni del Sistema museale universitario senese (SIMUS). Esso conserva campioni essiccati di piante vascolari, briofite, alghe, funghi e licheni dal 1800 a oggi. È ubicato in due stanze climatizzate del piano seminterrato del Dipartimento di Scienze della vita.

## Storia
L'erbario è stato fondato da Giovanni Campani nel 1856. All'inizio era costituito da campioni essiccati di piante provenienti dall'Orto Botanico di Siena e da piante raccolte dallo stesso Campani nella Toscana meridionale. Tra il 1906 e il 1915 Biagio Longo amplia la raccolta fino a comprendere tutta la Toscana. Tra il 1916 e il 1917 Arturo Nannizzi e Agilulfo Preda organizzarono un erbario generale comprendente campioni provenienti da tutta Italia e dal mondo.
Nel 2004 è stato ristrutturato in due locali con aerazione e condizionamento, accessibili per la consultazione del materiale su prenotazione.

## Collezioni
L'Erbario oggi è costituito dalla Collezione storica e dalle Raccolte.

### Collezione storica
Comprende erbari dei primi dell'Ottocento, provenienti da donazioni o acquisti:
Erbario anonimo senese del secolo XVIII,
Erbario di Lorenzo Panducci,
Erbario senese di Vincenzo Felici,
Erbario dei “Cappuccini” di S. Quirico d’Orcia,
Mosses de la Suisse,
Herbier portatif des Alpes,
Herbarium Ricasolianum.
Erbari del 1900:
Erbario Crittogamico Italiano (I e II serie):
Erbario Cucini,
Erbario Andreucci,
Herbarium Chigi Zondadari.

### Raccolte
Sono qui conservati circa 95.000 campioni di essiccata di piante vascolari, funghi, briofite, licheni e alghe, raccolti dal 1950 a oggi, provenienti dalle ricerche svolte nella Toscana meridionale.